# Jehuda Lahav
Jehuda Lahav, rodným jménem Štefan Weiszlovits, pseudonym Jigal Arci (* 17. ledna 1930, Košice – 4. července 2010, Rišon le-Cijon) byl izraelský levicový spisovatel, novinář a pedagog slovenského původu. Pocházel z Prešova, za 2. světové války přežil holokaust, neboť před transportem do vyhlazovacího tábora smrti v roce 1942 uprchl do Maďarska, kde se posléze ukrýval až do konce války.
Po 2. světové válce se stal členem hnutí ha-Šomer ha-ca'ir. V roce 1949 emigroval do Izraele. Pravidelně přispíval do různých českých, slovenských i maďarských periodik i elektronických médií, kdy psal zejména o současné izraelské politice. V 50. letech byl členem Komunistické strany Izraele, která byla v té době výrazně prosovětsky orientovaná, dopisoval mimo jiné například do Rudého práva. Po sametové revoluci se v Česku stal přispěvatelem Lidových novin a časopisu Týden.

## Knihy v češtině
- 2006 Odvrácená tvář palestinsko-izraelských vztahů

## Knihy ve slovenštině
- 2003 Zjazvený život
- 2005 Odsúdení spolu žiť
- 2008 Odvrátená tvár konfliktu
- Čechoslováci v Izraeli